# Lucas van Leyden

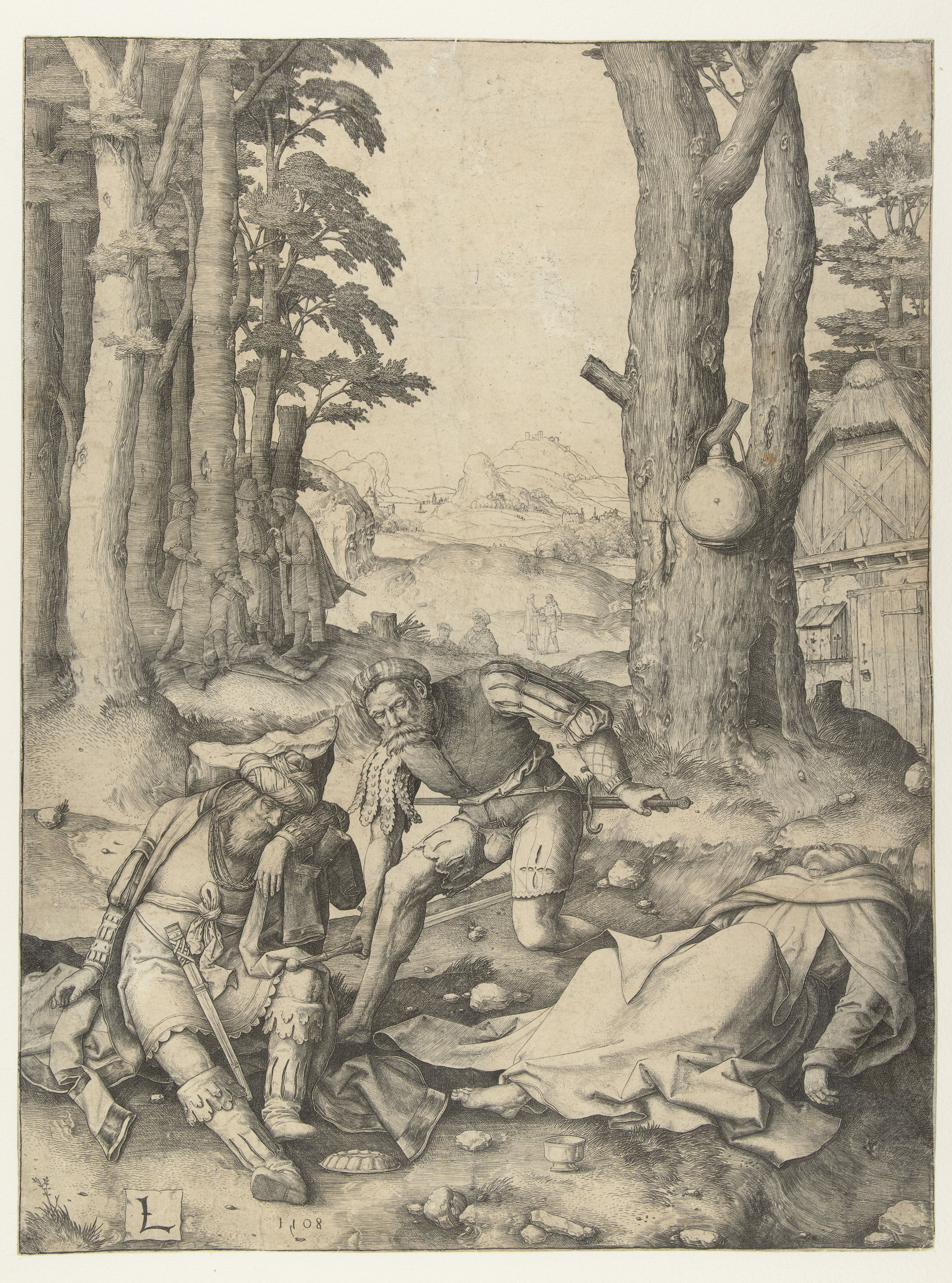
Mohammed en de monnik Sergius, De monnik Sergius ligt met doorgesneden keel op de grond. Mohammed ligt tegen een boomstronk te slapen, terwijl zijn dienaar het moordwapen bij hem op schoot legt, gravure, 1508. Het betreft een legende dat Mohammed een christelijke kluizenaar als leermeester had, op wie zijn volgelingen jaloers waren, Rijksprentenkabinet, Amsterdam

Lucas van Leyden, ook Lucas Huygensz. van Leyden of Lucas Jacobsz. genoemd, (Leiden, mei of begin juni 1494 - aldaar, tussen mei en begin augustus 1533) was een Noord-Nederlands schilder, tekenaar, (koper)graveur, etser en maker van houtsneden. Hij wordt gerekend tot de grootste graveurs uit de kunstgeschiedenis en tot de pioniers van de renaissance in de Noordelijke Nederlanden.

## Levensloop

### Geboorte, jeugd en opleiding
Van Leyden was een zoon van de schilder Huygh Jacobsz. en diens vrouw Marie Hendriksdr. Hij had een broer, Dirck, die ook schilder werd. Huygh Jacobsz. kocht in 1488 een huis aan de Breestraat in Leiden en bleef er tot 1526 wonen. Daar moet de jonge Lucas zijn jeugd hebben doorgebracht. 
Volgens de kunstenaarsbiograaf Karel van Mander werd hij geboren in mei of juni 1494. Later werd dit jaartal in twijfel getrokken, sommigen vermoeden zelfs dat Van Leyden in 1489 werd geboren, maar 1494 wordt officieel aangehouden. Hij werd eerst als schilder opgeleid door zijn vader en daarna door de Leidse schilder Cornelis Engebrechtsz. Beide leermeesters hadden artistieke banden met het augustijnenklooster van Hiëronymusdal, dat net buiten de stadsmuren lag. 
Van Leyden was een vroegrijp talent. Al jong verkoos hij het gezelschap van andere jonge schilders en goudsmeden. Op negenjarige leeftijd zou hij zijn eerste gravure gemaakt hebben en zijn eerste schilderij, De Historie van Sint-Hubrecht, in waterverf op doek, in opdracht van de heer van Lockhorst, zou hij op twaalfjarige leeftijd verkocht hebben. De opdrachtgever was waarschijnlijk Gerrit, heer van Lockhorst en Sliedrecht, lid van het Leidse stadsbestuur. Zijn vroegst gedateerde gravure is Mohammed en de vermoorde monnik (Sergius) uit 1508, een geslaagd werk waaruit blijkt dat hij een goede opleiding heeft gehad, hoewel niet bekend is waar hij heeft leren graveren.
Van Leyden was net als zijn leermeester Cornelis Engebrechtsz. en diens drie zonen, lid van de Leidse schutters. Van 1514 tot 1519 hoorde hij bij de voetboogschutters. Tot zeker 1518 deelden Van Leyden en zijn vader Huygh Jakobsz. samen het atelier aan de Breestraat. 
Van Leyden was in de eerste plaats een grafisch kunstenaar en pas na 1520 was er sprake van een omvangrijke schilderproductie: waaronder Het Laatste Oordeel (1526-1527) en Dans om het gouden kalf (rond 1530).

### Huwelijk en kind
Hij trouwde kort na 1526 met Elisabeth van Boschhuyzen, afkomstig uit een aanzienlijk Leids geslacht. Haar vader, Jacob van Boschhuysen was burgemeester en schout. Dit huwelijk bleef kinderloos. Wel had Lucas al op jonge leeftijd een buitenechtelijke dochter, Marijtje (Marijtgen Lucasdr.), die rond 1512 geboren moet zijn. Zij huwde de kunstschilder Dammas Claesz de Hoij en samen werden zij de stamouders van het kunstenaarsgeslacht De Hoij. Marijtjes zoon Lucas Dammesz. Hoij werd kort voor het overlijden van Van Leyden geboren en werd ook schilder. Hij wist Van Leydens eerste biograaf Karel van Mander van informatie te voorzien.

### Reizen
Lucas van Leyden heeft veel gereisd. Hij bezocht op zijn drieëndertigste Jan Gossaert in Middelburg en reisde met hem door Vlaanderen en Brabant. Mechelen, Antwerpen en Gent werden bezocht. Van Mander beschrijft Van Leyden tijdens deze reis als een ijdel en praalzuchtig man, die met zijn kostbare kleding zijn collega's trachtte te overtreffen. Van Leyden wantrouwde hen en meende zelfs door een van hen te zijn vergiftigd. 
Onder invloed van Gossaert legde Van Leyden zich toe op de Italiaanse renaissance. Hij had belangstelling voor mythologische voorstellingen en het menselijk naakt. Van Leyden ontmoette Albrecht Dürer uit Neurenberg tussen 8 en 21 juni 1521 in Antwerpen. Ze wisselden prenten uit en Dürer tekende bij die gelegenheid het portret van Van Leyden. 

### Overlijden
Van Leyden overleed in de zomer van 1533 na een langdurig ziekbed aan tuberculose. Voor zover bekend maakte hij de laatste twee jaar van zijn leven geen schilderijen meer. Hij werd begraven in de Pieterskerk in Leiden.

## Werk

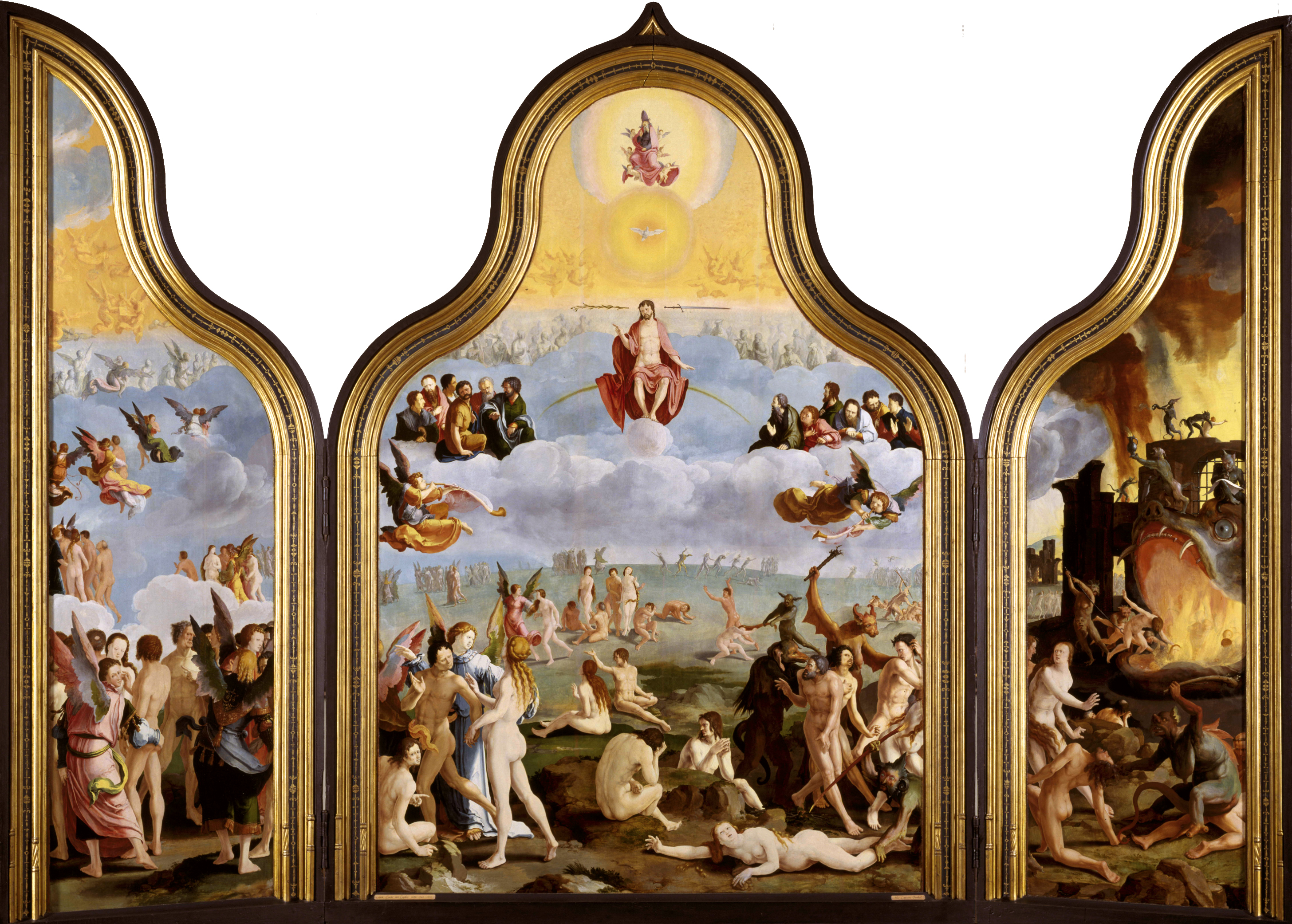
Het Laatste Oordeel, 1526, Museum De Lakenhal, Leiden

Van Lucas van Leyden zijn een twintigtal schilderijen bekend en ruim tweehonderd gravures, etsen en houtsneden. Hij maakte een spotprent van Aristoteles, die als een paardje bereden werd door de courtisane Phyllis (ca. 1515) en van Vergilius, hangend in een mand (ca. 1514) in zijn serie 'Vrouwenlisten'. Aristoteles waarschuwde Alexander de Grote voor Phyllis, maar werd daarna zelf haar slachtoffer. Vergilius werd als tovenaar gezien, die verliefd was geworden op de dochter van de Romeinse keizer. Ze zette hem voor schut door hem halverwege de muur in een mand te laten hangen in plaats van hem op te trekken naar haar kamer. Vergilius nam nog wraak, de zogenaamde 'Vuurwraak'. 

### Maria met kind
Het schilderij Maria met kind wordt sinds eind 2015 door het Rijksmuseum beschouwd als waarschijnlijk gemaakt door Van Leyden. Materiaal-technisch onderzoek wees dat uit. In 1913 werd het aan Van Leyden toegeschreven en in 1949 aangekocht. Naderhand ontstonden twijfels over wie het geschilderd had. Die twijfels blijken volgens het Rijksmuseum vooral een gevolg te zijn van slecht restauratiewerk. Het schilderij is gemaakt op eikenhout, afkomstig van dezelfde boom als waar de zijluiken van zijn gemaakt van Van Leydens De Dans om het gouden kalf (1530, Rijksmuseum, Amsterdam). De jaarringen komen met elkaar overeen. Bij het onderzoek werden oude restauraties verwijderd, evenals de glacislaag, waardoor het doffe groene gordijn op de achtergrond lichter en fletser werd. Het Rijksmuseum houdt nog een slag om de arm over de echtheid. Pas als in oude literatuur wordt teruggevonden dat het schilderij daadwerkelijk aan Van Leyden toebehoort, is het volgens het Amsterdamse museum helemaal zeker dat hij de maker was. De kans daarop acht het museum echter erg klein.

## Schilderijen
Deze lijst bevat de schilderijen die aan Lucas van Leyden worden toegeschreven.
| Afbeelding | Titel                                                                           | Datering      | Techniek                                   | Afmetingen                      | Collectie                                                              | Inv. nummer  | Cat. |
| ---------- | ------------------------------------------------------------------------------- | ------------- | ------------------------------------------ | ------------------------------- | ---------------------------------------------------------------------- | ------------ | ---- |
|            | De schaakspelers                                                                | ca. 1508      | olieverf op paneel (eiken)                 | 28,1 x 36                       | Berlijn, Staatliche Museen zu Berlin, Gemäldegalerie                   | 574 A        | 195  |
|            | De kaartenlegster                                                               | ca. 1509      | olieverf op paneel                         | 24 x 30,5                       | Parijs, Louvre                                                         | RF 1962-17   | 196  |
|            | De vrouw van Potifar toont haar man de rok van Jozef                            | ca. 1512      | olieverf op paneel                         | 26,2 x 36                       | Rotterdam, Museum Boijmans Van Beuningen                               | 2455 (OK)    | 197  |
|            | Suzanna voor de rechter                                                         | ca. 1512      | olieverf op paneel                         | 34 x 46                         | voorheen Kunsthalle Bremen (verloren gegaan in de Tweede Wereldoorlog) |              | 198  |
|            | De kaartspelers                                                                 | ca. 1515      | olieverf op paneel                         | 30 x 39                         | Madrid, Museo Thyssen-Bornemisza                                       | 221 (1971.9) | 199  |
|            | De kaartspelers                                                                 | ca. 1517      | olieverf op paneel                         | 35 x 46                         | collectie Earl of Pembroke, Wilton House (Wilton bij Salisbury)        |              | 200  |
|            | De heilige Andreas                                                              | ca. 1518      | olieverf op paneel                         | 22 x 17                         | Karlsruhe, Staatliche Kunsthalle Karlsruhe                             |              | 201  |
|            | Maria met kind en engelen                                                       | ca. 1520      | olieverf op paneel                         | 77,5 x 46,4                     | Berlijn, Staatliche Museen zu Berlin, Gemäldegalerie                   | 584B         | 202  |
|            | Maria met kind, een stichter en Maria Magdalena                                 | 1522          | olieverf op paneel                         | 50,5 x 67,8                     | München, Alte Pinakothek                                               | 742          | 203a |
|            | De verkondiging                                                                 | 1522          | olieverf op paneel                         | 42,2 x 29,2                     | München, Alte Pinakothek                                               | 7713         | 203b |
|            | Portret van een 38-jarige man                                                   | ca. 1521      | olieverf op paneel                         | 47,6 x 40,6                     | Londen, National Gallery                                               | NG3604       | 204  |
|            | Portret van een man, zogenaamd zelfportret                                      | ca. 1525-1530 | olieverf op paneel                         | 29 x 21,5                       | Braunschweig, Herzog Anton Ulrich-Museum                               | 160          | 205  |
|            | Het laatste oordeel                                                             | 1526-1527     | olieverf op paneel                         | 300,5 x 434,5 (inclusief lijst) | Leiden, Museum De Lakenhal                                             | S 244        | 206  |
|            | Het laatste oordeel buitenluiken: De heiligen Petrus en Paulus                  | 1526-1527     |                                            | 294 x 217                       | Leiden, Museum De Lakenhal                                             | S 244        |      |
|            | De Israëlieten lessen hun dorst nadat Mozes water uit de rots heeft geslagen    | 1527          | olieverf op doek                           | 181,9 x 237,5                   | Boston, Museum of Fine Arts                                            | 54.1432      | 207  |
|            | Maria met kind                                                                  | ca. 1527      | olieverf op paneel                         | 24,5 x 21,5                     | Oslo, Nasjonalmuseet for kunst, arkitektur og design                   | NG.M.01390   | 208  |
|            | De verloving                                                                    | ca. 1527      | olieverf op paneel                         | 28 x 33,5                       | Straatsburg, Musée des Beaux-Arts de Strasbourg                        | MNR 445      | 209  |
|            | De dans om het gouden kalf                                                      | ca. 1530      | olieverf op paneel (eiken)                 | 92,5 x 127                      | Amsterdam, Rijksmuseum                                                 | SK-A-3841    | 210  |
|            | Maria met kind (atelier Lucas van Leyden)                                       | ca. 1530      | olieverf op paneel                         | 34,5 x 27,5                     | Amsterdam, Rijksmuseum                                                 | SK-A-3739    |      |
|            | De genezing van de blinde van Jericho (voormalige binnenzijde van een drieluik) | 1531          | olieverf op doek (overgebracht van paneel) | 115,7 x 150,3                   | Sint-Petersburg, Hermitage                                             | ГЭ-407       | 211a |
|            | Twee wapendragers (voormalige buitenzijde van het vorige drieluik)              | 1531          | olieverf op doek (overgebracht van paneel) | elk luik: 89 x 33,5             | Sint-Petersburg, Hermitage                                             | ГЭ-407       | 211b |
|            | De heilige Paulus (Lucas van Leyden ?)                                          | ca. 1520      | olieverf op paneel                         | 33 x 24.1                       | New Haven, Yale Art Gallery (Yale University)                          | 1961.52      |      |
|            | Tweeluik: Christus met doornenkroon (kopie naar Lucas van Leyden)               | na 1557       | olieverf op paneel                         | 26,5 x 21,3                     | Amsterdam, Rijksmuseum                                                 | SK-A-1483    |      |
|            | Tweeluik: De maagd Maria (kopie naar Lucas van Leyden)                          | na 1557       | olieverf op paneel                         | 26,6 x 21,5                     | Amsterdam, Rijksmuseum                                                 | SK-A-1484    |      |

## Tentoonstellingen

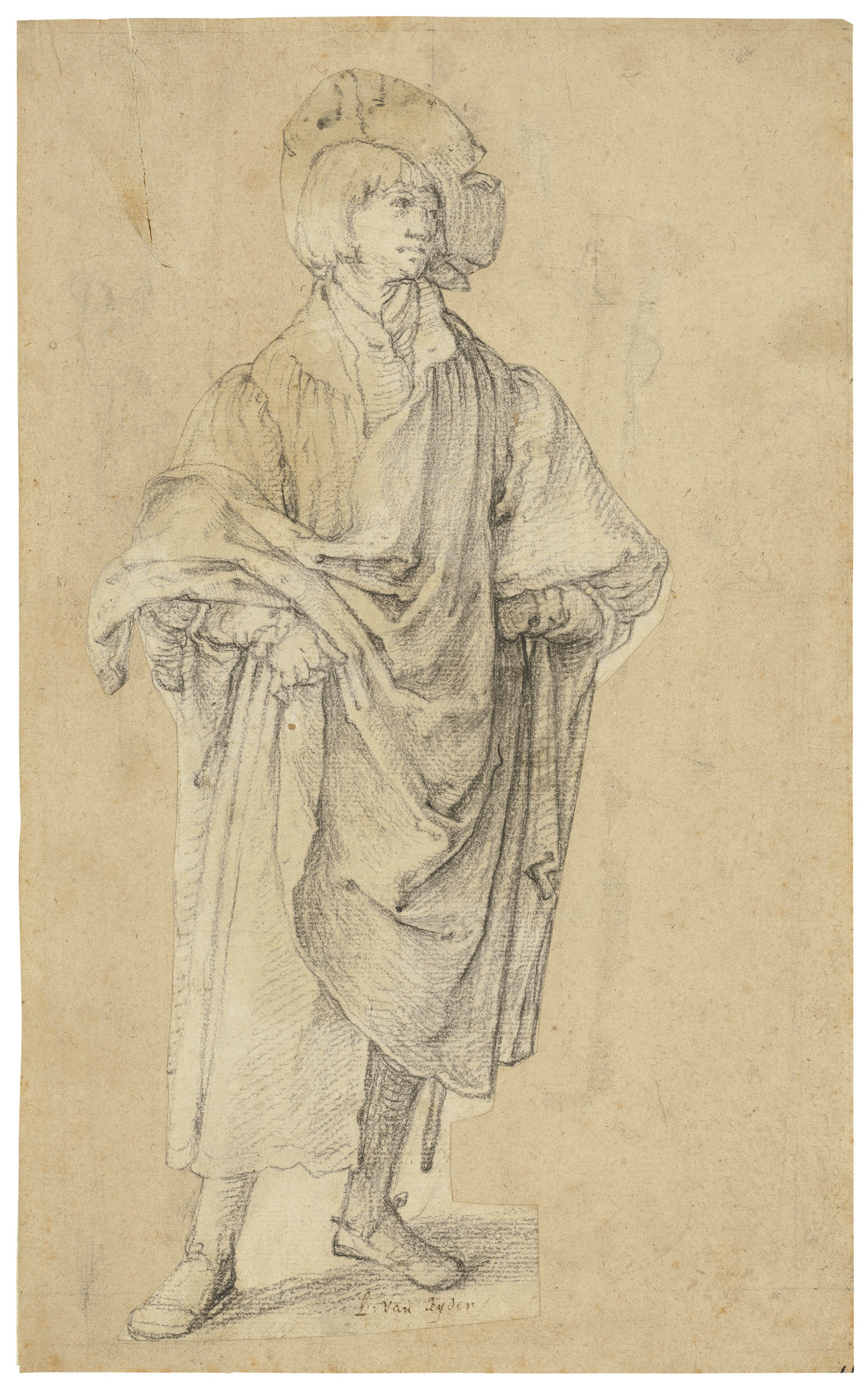
De tekening Staande jongeman van Lucas van Leyden die in dec. 2018 bij Christie's werd geveild voor £11.483.750

In Museum De Lakenhal in Leiden was in 2011 een grote tentoonstelling te zien over Lucas van Leyden en zijn tijdgenoten. Voor het eerst werd zijn werk getoond in de context van kunstenaars als onder anderen Albrecht Dürer uit Duitsland, Joachim Patinir uit Vlaanderen, de Italiaanse graficus Marcantonio Raimondi en de Leidse schilders Aertgen van Leyden en Cornelis Engebrechtsz. In de tentoonstelling waren voor het eerst de drieluiken Het Laatste Oordeel (De Lakenhal), de Dans om het gouden kalf (Rijksmuseum) en Christus geneest de blinde van Jericho (Hermitage, Sint-Petersburg) samen te zien.
Parallel organiseerde de Universiteitsbibliotheek Leiden de tentoonstelling Boek en Plaat. Europese boekillustratie ten tijde van Lucas van Leyden. Aan de hand van een vijftigtal bijzondere drukken vervaardigd in de Nederlanden, Duitsland, Zwitserland, Frankrijk en Italië ging deze tentoonstelling in op de ontwikkelingen van het geïllustreerde boek tijdens de jaren 1490-1540.

## Vernoemingen
In Leiden is een straat en een basisschool met twee vestigingen in de binnenstad naar hem vernoemd.

In 's-Hertogenbosch is een straat naar hem vernoemd.